# José Antonio Ponce
José Antonio Ponce es un político español que ocupaba la alcaldía de la localidad malagueña de El Borge por Izquierda Unida desde 1995, consiguiendo mayoría absoluta en todas las elecciones celebradas, (las últimas las municipales de 2007). En las elecciones municipales del 22 de mayo de 2011 fue derrotado y le relevó en el cargo Salvador Fernández, del PSOE.

## Algunas de sus políticas
Desde que accedió a la alcaldía ha desarrollado una serie de políticas bastante originales que le han hecho saltar en varias ocasiones a las páginas de los periódicos nacionales.

### Cambio de nombre de las calles
Una de sus primeras medidas fue poner nombres de conocidos revolucionarios a las calles borgeñas. Así, la principal avenida pasó a denominarse Avenida Che Guevara. Además, podemos encontrar la Plaza de la Pasionaria, Calle de la República, Calle César Sandino, Calle Nelson Mandela

### Referéndums
- Humanidad o Neoliberalismo

En 1996 el ayuntamiento realizó un referéndum simbólico sobre las políticas neoliberales. Para la ocasión la fachada del consistorio fue decorada con retratos del Che Guevara y símbolos del EZLN. El resultado fue un aplastante «no» contra el neoliberalismo. El hecho de ser unos de los primeros referéndums sobre este tema hizo que el hecho alcanzara una repercusión mediática mundial, llegándose a trasladar a El Borge una unidad móvil de la BBC.
A raíz del referédum, el ayuntamiento ha tomado varias medidas contra el neoliberalismo como el bloqueo a símbolos del capitalismo estadounidense, como el McDonalds; un homenaje a la peseta cuando se instauró el euro; o una jornada oficial de luto cada aniviersario del día que se inició la invasión a Irak de 2003.
- Monarquía o República

Ponce ha anunciado que El Borge será el primer pueblo que se sume a la iniciativa del parlamentario andaluz de Izquierda Unida, Antonio Romero de convocar referéndums locales sobre la monarquía.

### Matrimonios gais
Como muestra de apoyo a la ley de matrimonios gais, el ayuntamiento de El Borge ha anunciado que financiará la luna de miel a la primera pareja homosexual que se case en el municipio.

### Bautizos Civiles
El ayuntamiento de El Borge se convertirá en el primero de Andalucía en celebrar bautizos civiles. Esta iniciativa de Ponce consistirá en posibilitar a los vecinos el dar nombre a sus hijos mediante una ceromonia laica. Las principales diferencias con el bautismo cristiano serán que durante el ritual se sustituirá el agua bendita por vino de pasas (base de la economía local), y los padres en vez de renegar de Satanás leerán la Convención sobre los Derechos del Niño y se comprometerán a que el niño reciba una educación "democrática, laica y basada en los principios de paz, libertad e igualdad".

### Ruptura de relaciones con Israel
El ayuntamiento de El Borge fue el primero de España en romper relaciones diplomáticas con el estado de Israel como respuesta a la Masacre de Gaza. Así mismo se declaró persona non grata en la localidad a todos los miembros del gobierno isrelí así como a su embajador en España.

## Anécdotas
- Posiblemente la anécdota más famosa en la que se ha visto mezclado Ponce fue cuando el día de la boda entre el Príncipe Felipe y Letizia Ortiz, se fue la luz en todo el pueblo, impidiéndose así ver la trasmisión del enlace por televisión. El marcado republicanismo del alcalde hizo que fuese acusado de provocar el corte, iniciándose una fuerte polémica en la política malagueña, de la que se hicieron eco los medios nacionales. Ponce siempre ha negado su implicación, y ha criticado la utilización política del hecho, ya que la agrupación local del PSOE llegó a poner un generador en su sede para ver la boda.

- En plena polémica sobre la postura de la Iglesia Católica ante el uso de anticonceptivos (2005-2006), el edil le envió por correo una caja de preservativos al entonces presidente de la Conferencia Episcopal, Antonio María Rouco Varela.

- Ponce ha sido el primer regidor público apóstata de toda la Historia de España, tras solicitar a la Diócesis de Málaga la eliminación de sus datos y registro parroquial de su bautizo, ya que en palabras del alcalde borgeño "el catolicismo no es una religión en la que creo".[8] José Antonio Ponce es un ateo confeso.[9]

- José Antonio Ponce le mandó pasas de El Borge al líder cubano Fidel Castro para que mejorara de su enfermedad, del que se ha declarado siempre admirador.

| Predecesor: Antonio Fernández Pendón | Alcalde de El Borge 1995-2011 | Sucesor: Salvador Fernández |